# Neo Ireo
Neo Ireo (griechisch Νέο Ηραίο (n. sg.)) ist ein Ort im Westen der Argolis im Gemeindebezirk Mykines in der Gemeinde Argos-Mykene. Ursprünglich hieß der Ort Chonikas (Χώνικας). Er wurde jedoch am 25. September 1989 nach dem etwa 2 km nördlich gelegenen Heraion von Argos in Neo Ireo umbenannt.

## Beschreibung
Er liegt etwa 5 km nordöstlich der Stadt Argos. Früher kreuzten sich die Provinzialstraßen (griechisch Επαρχιακή Οδός Eparchiaki Odos) von Argos nach Chiliomodi und von Nafplio nach Korinth in Neo Ireo. In den 1990er Jahren wurde die von Nafplio kommende Straße 400 m nördlich am Ort vorbeigeführt. Auf dem Hauptplatz des Ortes steht die bedeutende byzantinische Kirche Kimisis tis Theotokou.

## Geschichte
Nach lokaler Überlieferung soll die Kirche Kimisis Theotokou einst das Katholikon eines Mönchklosters gewesen sein und der Ort Chonika bildete sich erst später um dieses. Zuvor soll der Ort 800 m nordwestlich gelegen haben. Ein Bruchstück einer Gründungsinschrift, das bei Ausgrabungen aufgefunden wurde, deutet darauf hin, dass während der zweiten Hälfte des 9. oder ersten Hälfte des 10. Jahrhunderts bereits ein früherer Kirchenbau an der Stelle der heutigen Kirche errichtet wurde. Im 12. Jahrhundert während der spätkomnenischen Zeit erlebte der Ort eine erste Blüte. Zu dieser Zeit wurde im ersten Viertel des 12. Jahrhunderts auch die heutige Kirche errichtet. Auch unter fränkischer Herrschaft (1212–1388) prosperierte die Argolis. Die Pest im Jahre 1347 und zahlreiche Konflikte in den folgenden Jahren führten schließlich gegen Ende dieser Periode zum Niedergang der Region. Während der Ersten Venezianischen Herrschaft (1388–1463) und der Ersten Osmanischen Herrschaft (1463–1686) wurde Chonika ganz oder größtenteils verlassen. Erst mit der Zweiten Venezianischen Herrschaft (1686–1715) und der Zweiten Osmanischen Herrschaft (1715–1821) kam es wieder zu einem Aufschwung. Zu dieser Zeit wurde sehr wahrscheinlich auch die Kirche restauriert. In venezianischen Urkunden aus den Jahren 1696 und 1700 wurde der Ort unter den Namen Chonika (griechisch Χόνηκα), Cognica und Ghonica erwähnt.

### Bevölkerungsentwicklung
| Jahr      | 1879 | 1889 | 1896 | 1907 | 1920 | 1928 | 1940 | 1951 | 1961 | 1971 | 1981 | 1991 | 2001 | 2011 |
| --------- | ---- | ---- | ---- | ---- | ---- | ---- | ---- | ---- | ---- | ---- | ---- | ---- | ---- | ---- |
| Einwohner | 248  | 243  | 289  | 324  | 292  | 344  | 470  | 477  | 500  | 555  | 574  | 511  | 584  | 488  |